# Калькуттський університет
Університет Калькутти (бенг. কলিকাতা বিশ্ববিদ্যালয়) — один з найстаріших та найбільших університетів Індії. Заснований 1857 року в місті Калькутта — столиці Британської Індії. До складу університету увійшли також коледжі: президентський (засновано 1855 року), санскриту (1824), ім. Бехтуна (1949), коледж Девтона (1823, надавав освіту юнакам із християнських родин), «Да Мартіньєр» (заснований 1836 року генералом К. Мартіном), мусульманський коледж-медресе (1781) та вірменський (створений 1821 року багачами вірменської громади).
В самій Індії навчальний заклад славиться як «п'ятизірковий університет». Зі стін Калькуттського університету вийшло чотири лауреати Нобелівської премії.

## Кампус

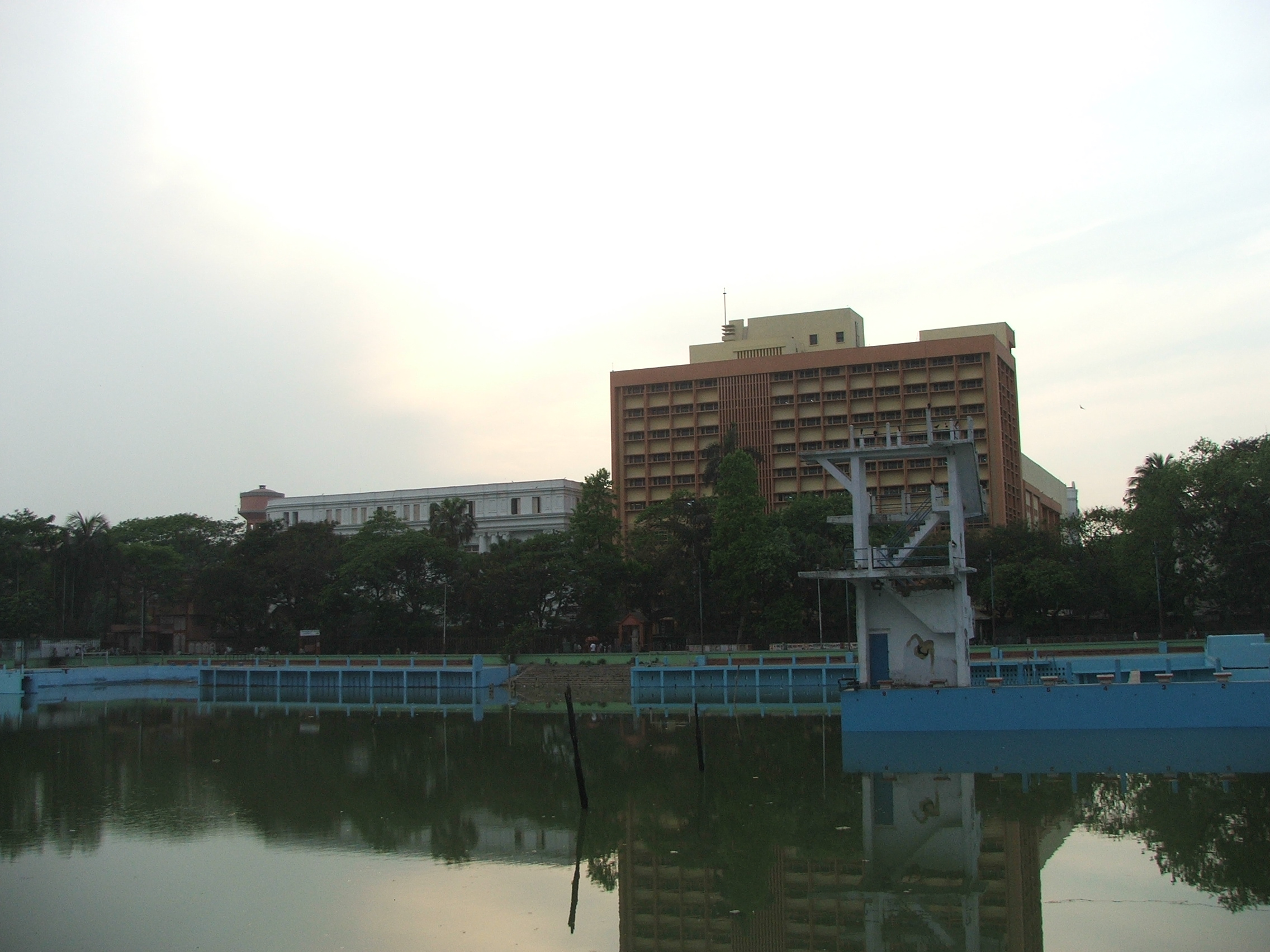
Бібліотека університету

Університету належить кілька будівель, розміщених у різних частинах міста Калькутта та його передмість. Також до нього належить безліч коледжів у всій Західній Бенгалії. Проте основний кампус університету розміщений на вулиці Коледж-стріт на території площею 0,011 км².

## Факультети
Університет має 65 кафедр, об'єднаних у вісім факультетів:
- сільськогосподарський;
- гуманітарний;
- торгівлі, соціального забезпечення та управління бізнесом;
- педагогіки, журналістики та бібліотечної справи;
- інженерно-технологічний;
- образотворчого мистецтва й музики;
- юридичний;
- науковий.[3]

## Відомі випускники
- Асіма Чаттерджі — індійська вчена-хімік.